# محمود ا. أسرار
محمود أنجوم أسرار (ولد في 20 نوفمبر 1976 في أنقرة، تركيا) فنان كوميكس مولود في تركيا من العرقية الباكستانية والنمساوية وهو معروف بأعماله في الكتب المصورة الأمريكية وغير الأمريكية.
يتضمن عمله الأمريكي أفلامًا مدمجة لسافاج دراغون #124 ومنيع #20، وللمشاركة مع الكاتب جاي فاربير، سلسلة داينامو 5، التي ظهرت لأول مرة في مارس 2007 من إميج كومكس.

## في وقت مبكر
ولد محمود في أنقرة، تركيا من أم نمساوية و أب باكستاني. وأعرب عن أهتمامه بالفن والكتب المصورة في سن مبكرة من حياته.
حضر جامعة حجة تبة من 1994-1996، وتخصص في الفنون والرسومات، وجامعة الأناضول من 1996-2000، وتخصص في المجال نفسه.

## المهنية
جاء اهتمام الكاتب جاي فاربر بمحمود من خلال عمله في المختارات المستقلة الحزام الرقمي يقدم من خلال توصية من قبل رسام لا يقهر ريان أوتيلي، مما أدى إلى عمله في سلسلة إميج كومكس الشهرية داينمو 5، السلسلة المشتركة لجاي فاربر ومحمود التي الذي كان الفنان المنتظم. شمل عمل محمود الآخر لإميج كوميكس الآلهة الصغيرة.
محمود أيضا حبر شي-هالك: الأصطدام الكوني، ون-شوت كتابة بيتر ديفيد، التي نشرت في ديسمبر 2008، من قبل مارفل كوميكس. كان هو الفنان على برايتست داي: أتوم ون-شوت كتابة جيف لومير شارك الميزة في أدفنشر كومكس, وهو حالياً الفنان على الفتاة الخارقة في إعادة تمهيد عالم دي سي. في آذار / مارس 2013، أصبح أسرار قائد الفنانين في التاميت كوميكس: أكس-مين.

## الفهرس

### دي سي
- أدفنشر كومكس (أتوم): #516-521 (2010-11)
- أتوم (راي بالمر) حجم-عملاق #1 (2011)
- برايتست داي: أتوم خاص #1 (2011)
- فرقة العدالة الأمريكية, vol. 4, 80 صفحة العملاقة #1 (من بين فنانين آخرين، 2009)
- الفتاة الخارقة, vol. 6, #0-7, 9-12, 14-17, 19-20(2011-13)

### إميج
- داينمو 5 #0-25 (2007-09)
- لا يقهر #20 (2005)
- سافاج دراغون #124 (جنباً إلى جنب مع إريك لارسن) (2006)
- الآلهة الصغيرة: خارج الصندوق, سلاسل صغيرة، #1-4 (2004)

### مارفل
- أُل-نيو أكس-مين #20, #31-36, #40-41 (2014-2015)
- المنتقمون: المبادرة #32 (2010)
- نوفا, vol. 3, #34-35 (فن كامل); سنوي #1 (مع فنانين آخرين) (2008-10)
- مملكة الملوك, سلسلة صغيرة، #1 (2010)
- شي-هالك: الأصطدام الكوني (2009)
- المنتقمون الشباب: الحصار (2010)
- الصواعق #137 (2009)
- أكس-مين #24-25 (2013)
- حرب الملوك: ووريورز, سلسلة صغيرة، #1 (2009)
- آلة الحرب, vol. 3, #6-7 (2009)
- ولفيرين والأكس-مين, vol. 2, #1-6 (2014)
- أكس-مين أحمر (2018)

### ناشرين آخرين
- الاكاكارانليك #2 (2006)
- مغامرات سايبرأيج #2: «نمر اليشم» (عام 2005، IHero للترفيه)
- الحزام الرقمي يقدم #20، 25 و 26 (صحافة الحزام الرقمي، 2004-05)
- كلب دايلونغ #9 (كتاب روديو، 2004)
- نوثينغفيس، رواية مرسومة (صحافة الحزام الرقمي، 2004)
- ريسيملي رومان #2-3 (2005)
- روديوستريب #1-6, 11 (كتاب روديو، 2004-06)
- حرب النجوم: جيداي الجانب المظلم, سلسلة صغيرة #1-5 (2011)
- سيرافين رقم 6 (2005)
- وارماجيدون فصلية #2-3 (2006، ل جمال Inc)

## وصلات خارجية
- الموقع الرسمي

- Mahmud A. Asrar على قاعدة بيانات الكتب المصورة
- Faerber، Jay (7 مارس 2007). "Faerber's Files: Mahmud A. Asrar". نيوساراما[الإنجليزية]. مؤرشف من الأصل في 2007-07-01.

- قالب:GcdbGrand Comics Database